# Vila de Rei
Vila de Rei es un municipio portugués perteneciente al distrito de Castelo Branco, região Centro y comunidad intermunicipal de Medio Tejo, con cerca de 2500 habitantes.

## Geografía
Es sede de un municipio con 191,26 km² de área y 3279 habitantes (2021), subdividido en tres freguesias. Los municipios están limitados al norte por el municipio de Sertã, al este por Mação, al sur por Sardoal y por Abrantes y al oeste por Ferreira do Zêzere.
A cerca de 2 km se encuentra el Centro Geodésico de Portugal, en la Sierra de Milriça. Ubicado en el alto de esta sierra, se encuentra construido un marco con cerca de 20 m s. n. m., denominado de "Picoto", marcando de esta forma el centro del nivel de coordenadas geodésicas.

## Historia
Vila de Rei recibió la foral de Dinis de Portugal en 1285.

## Demografía
| Gráfica de evolución demográfica de Vila de Rei entre 1864 y 2021 |
|                                                                   |
| Datos según el nomenclátor publicado por el INE portugués.        |

## Cultura
- La Cámara Municipal de Vila de Rei organiza anualmente la Feira de Enchidos, Queijo e Mel (Feria de pasteles, queso y miel). Esta feria se realiza normalmente entre el último fin de semana del mes julio y el primero de agosto. Ofrece las especialidades gastronómicas de la región y representa las actividades artesanales locales, está organizada bajos los auspicios de ésta una feria del libro.
- Museo Municipal de Vila do Rei - De Historia y Etnográfico).
- Museo de Geodesia
- Museo das Aldeias - Relva

### Deportes
La Cámara Municipal de Vila de Rei organiza anualmente el Super Slalom Vila de Rei es una prueba de BTT, la clase Downhill.

## Ciudades hermanas
Vila de Rei está hermanada con Maringá, en el Paraná, Brasil.

## Freguesias
Las freguesias de Vila de Rei son las siguientes:
- Fundada
- São João do Peso
- Vila de Rei